# Screamworks: Love In Theory And Practice
Screamworks: Love In Theory And Practice – siódmy studyjny album fińskiej grupy HIM. Album ukazał się 8 lutego w Wielkiej Brytanii i Francji, a 9 lutego 2010 roku w Stanach Zjednoczonych nakładem wytwórni muzycznej Sire Records.

## Lista utworów
1. "In Venere Veritas" - 3:36
2. "Scared to Death" - 3:41
3. "Heartkiller" - 3:30
4. "Dying Song" - 3:32
5. "Disarm Me (With Your Loneliness)" - 4:01
6. "Love, the Hardest Way" - 3:20
7. "Katherine Wheel" - 3:36
8. "In the Arms of Rain" - 3:47
9. "Ode to Solitude" - 3:58
10. "Shatter Me With Hope" - 3:52
11. "Acoustic Funeral (For Love in Limbo)" - 3:58
12. "Like St. Valentine" - 3:15
13. "The Foreboding Sense of Impending Happiness" - 3:14